# 安道爾—智利關係
安道爾－智利關係是指安道尔公国与智利共和国之间的外交关系。这两个国家都是伊比利亚-美洲国家组织和联合国的成员。

## 历史
安道尔和智利于1996年7月15日建立了外交关系，在此之前，安道尔通过了一部新宪法，将安道尔确立为议会民主国家。建交以来两国之间的交流非常有限，主要是在多边论坛上进行的。2007年11月，安道尔首相阿尔韦特·平塔特访问智利，出席在圣地亚哥举行的第17届伊比利亚-美洲高峰会。
2014年1月，安道尔外长萨博亚·桑耶对智利进行正式访问。访问期间，安道尔外交部长会见了智利外交部长阿尔弗雷多·莫雷诺·查尔梅，两国外长讨论了两国关系，特别是在旅游和商业领域。2014年12月，第24届伊比利亚-美洲高峰会在墨西哥韦拉克鲁斯市举行，安道尔首相安东尼·马蒂会见了智利总统米歇尔·巴切莱特。在会晤中，两国领导人讨论了双边关系的各个方面，并提出了深化双边关系需要采取的行动。
2019年1月，两国签署了旅游合作协议。

## 高层访问

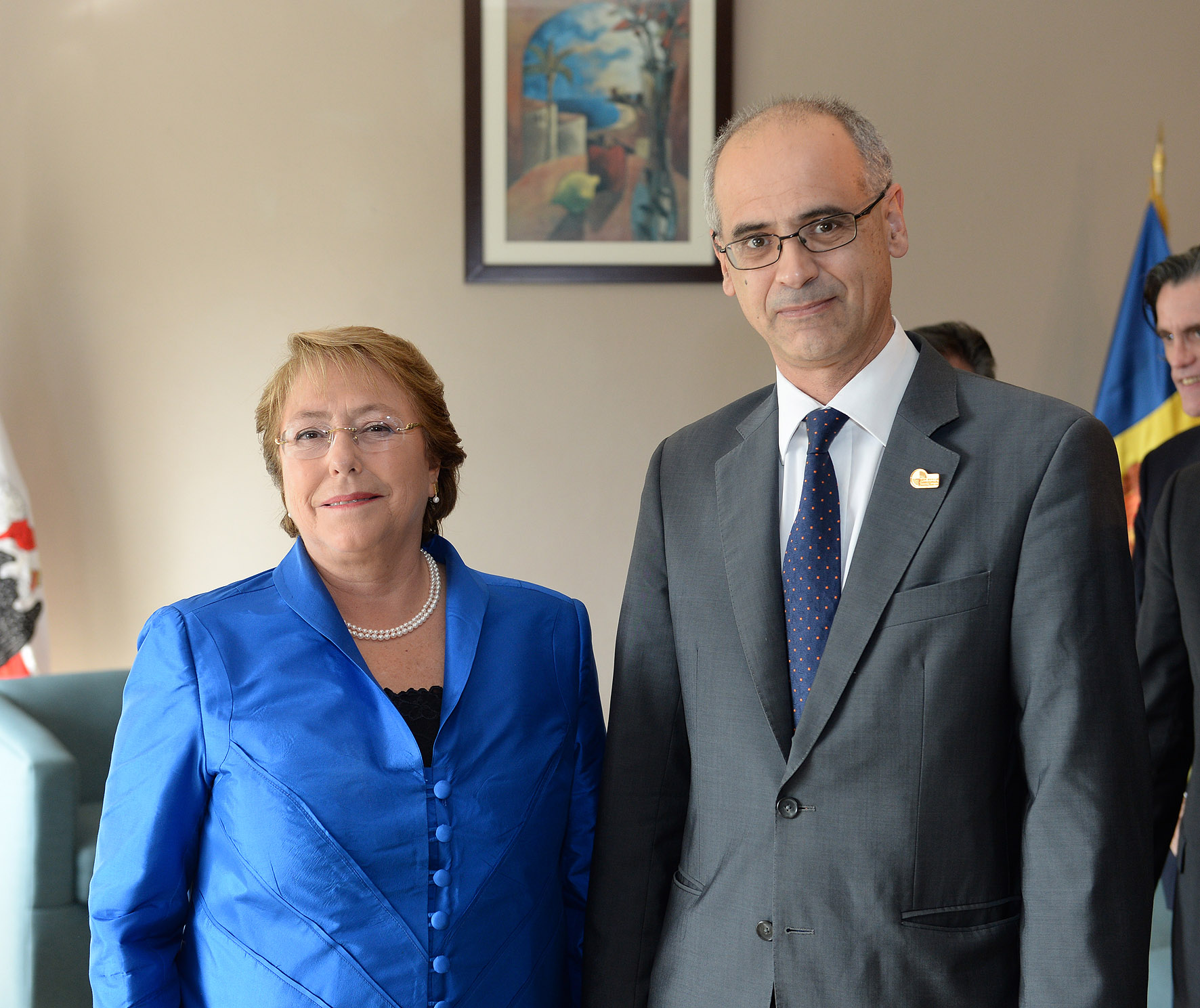
2014年智利总统米歇尔·巴切莱特和安道尔总理安东尼·马蒂在墨西哥韦拉克鲁斯市

安道尔到智利的高层访问
- 首相阿尔韦特·平塔特 (2007)
- 外长萨博亚·桑耶(2014)

智利与安道尔的高层访问
- 旅游部副部长莫妮卡·扎拉奎特 (2019)

## 贸易
2017年，安道尔与智利的贸易总额为66.2万美元。安道尔对智利的主要出口产品包括:集成电路、计算机、绝缘电线、电磁铁和鞋类。智利对安道尔的主要出口产品包括乐器、麦克风、耳机和电机。

## 外交代表
- 安道尔没有向智利派驻外交机构
- 智利驻西班牙马德里大使馆向安道尔提供领事服务，并在安道尔城设有名誉领事馆。[7]